# حكايات برية
حكايات برية (بالإسبانية: Relatos salvajes) ويعرف أيضاً ب (wild tales)، فيلم كوميديا سوداء أرجنتيني إسباني من إنتاج عام 2014. الفيلم يتكون من ست قصص قصيرة منفصلة جميعها من تأليف وإخراج داميان سزيفرون تدور جميع القصص حول العنف والانتقام.
الفيلم من بطولة ريكاردو دارين، ليوناردو سباراغليا، أوسكار مارتينيز، إريكا ريفاس، جولييتا زيلبربيرغ، داريو غرانديني، ومن إنتاج اغوستين المودوفار وبيدرو ألمودوبار، وألّف موسيقى الفيلم غوستافو سانتوللا.
حصل الفيلم على إعجاب الكثير من النقاد خاصة في أمريكا الجنوبية حيث فاز بالعديد من الجوائز هناك كذلك فاز بجائزة البافتا لأفضل فيلم ليس باللغة الإنجليزية  و جوائز جويا لأفضل فيلم أجنبي  وترشح لجائزة الأوسكار لأفضل فيلم بلغة أجنبية في حفل الأوسكار السابع والثمانون  وترشح لجائزة السعفة الذهبية في مهرجان كان السينمائي 2014.

## ملخص الفيلم
يتكون الفيلم من 6 ققصص قصيرة منفصلة:

### القصة الأولى
القصة الأولى تدور أحداثها في طائرة من خلال حديث يدور بين شابة ورجل، ويتصادف أن الرجل يعرف صديقها السابق والذي يدعي باستيرناك، ولكن لم تتوقف الصدف عند هذا الحد فقط.

### القصة الثانية
فتاة تعمل نادلة في مطعم على إحدى الطرق السريعة، وفي أحد أيام عملها يدخل إلى المطعم الرجل الذي أفسد حياة عائلتها، فتحاول زميلتها في المطعم إقناعها بأن تنتقم لعائلتها.

### القصة الثالثة
رجل يقود سيارته في طريق سريع يقابل شخص أخر مريض بالعنف ويدور بينهما مشادة عنيفة.

### القصة الرابعة
خبير مفرقعات يعمل في إحدى الشركات يقوده الضغط إلى خسارة وظيفته وربما عائلته.

### القصة الخامسة
أب يحاول حماية ابنه الذي قام بدهس سيدة حامل بسيارته مما أدي إلى وفاتها، فيحاول بمساعدة محاميه أن يقنع أحد العمال أن يعترف بأنه من قام بالحادث مقابل مبلغ مالي كبير.

### القصة السادسة
أثناء زفافهما تكتشف الزوجة أن عريسها كان يخونها مع إحدى صديقاته في العمل التي حضرت حفل الزفاف، ليبدأ الانتقام.

## روابط خارجية
- حكايات طائشة على موقع IMDb (الإنجليزية)
- حكايات طائشة على موقع ميتاكريتيك (الإنجليزية)
- حكايات طائشة على موقع روتن توميتوز (الإنجليزية)
- حكايات طائشة على موقع نتفليكس (الإنجليزية)
- حكايات طائشة على موقع قاعدة بيانات الأفلام العربية
- حكايات طائشة على موقع ألو سيني (الفرنسية)
- حكايات طائشة على موقع أول موفي (الإنجليزية)
- حكايات طائشة على موقع بوكس أوفيس موجو (الإنجليزية)
- حكايات طائشة على موقع فيلمافينيتي (الإسبانية)
- حكايات طائشة على موقع قاعدة بيانات الأفلام السويدية (السويدية)